# Leszek Szychta
 Leszek Marian Szychta (ur. 1957 w Warszawie) – polski naukowiec, profesor dr hab., którego obszar zainteresowań obejmuje zagadnienia transportu oraz systemów sterowania pompowni wodociągowych.
W 1981 roku ukończył studia na kierunku Energoelektronika o specjalności Automatyka i Metrologia Elektryczna, na Wydziale Elektrycznym Politechniki Warszawskiej. Na tej uczelni uzyskał w 1988 roku tytuł doktora nauk technicznych w dyscyplinie elektrotechnika. W 2007 roku obronił rozprawę habilitacyjną na Wydziale Budownictwa i Inżynierii Środowiska Politechniki Poznańskiej, zaś w roku 2013 otrzymał tytuł profesora.
Do najważniejszych obszarów działalności naukowej prof. Leszka Szychty zalicza się:
- badania właściwości obwodu komutacji równoległego łącznika tyrystorowego przeznaczonego do zasilania trakcyjnego silnika szeregowego prądu stałego,
- analizę właściwości obwodu falownika napięcia o podwyższonej niezawodności działania,
- analizę energochłonności pompowania dla zadanych wartości ciśnienia wyjściowego,
- wyznaczenie zalecanego obszaru pracy pompowni wody na podstawie granicznych prędkości obrotowych,
- opracowanie oryginalnych systemów sterowania i analiza współczynnika jakości sterowania pomp wody,
- badanie strat w silniku indukcyjnym klatkowym współpracującym z pompą wody,
- problematyka grzania indukcyjnego rozjazdów kolejowych.

Prof. Szychta jest autorem 3 monografii i 6 rozdziałów w monografiach, 3 podręczników akademickich, 23 artykułów opublikowanych w zagranicznych czasopismach i materiałach konferencyjnych, 91 artykułów opublikowanych w polskich czasopismach i materiałach konferencyjnych.  Ponadto jest autorem 7 krajowych patentów i zgłoszeń patentowych, 16 ekspertyz i opracowań, 19 uruchomień przemysłowych, opracowań dla 69 pompowni wody. Współrealizował także 4 granty finansowane ze środków unijnych.
Jest promotorem 2 doktoratów i recenzentem rozpraw habilitacyjnych i doktorskich (w tym także zagranicznych).

## Publikacje
- Pompowanie w systemach odwadniania infrastruktury drogowej i kolejowej, Wydawnictwo Politechniki Radomskiej, 2012, ISBN 978-83-7351-504-8
- Szychta E., Szychta L., Laboratorium podstaw energoelektroniki, Wydawnictwa Politechniki Radomskiej, Wyd. I, Radom 2007, (ISBN 978-83-7351-233-7), Wyd. II, Radom 2008, (ISBN 978-83-7351-340-2), Wyd. III, Radom 2009, (ISBN 978-83-7351-386-0)
- Szychta E., Szychta L., Kwiecień R., Figura R., Laboratorium z maszyn elektrycznych, podręcznik akademicki pod redakcją Leszka Szychty, Wydawnictwa Politechniki Radomskiej, Wyd. I, Radom 2010, (ISBN 978-83-7351-378-5), Wyd. II poprawione, Radom 2011, (ISBN 978-83-7351-378-5), Wyd. III poprawione, Radom 2012, (ISBN 978-83-7351-501-7)
- Szychta E., Szychta L., Erd A., Kwiecień R., Figura R; Laboratorium z maszyn elektrycznych (materiały pomocnicze), Praca zbiorowa pod redakcją Leszka Szychty, Wydawnictwa Politechniki Radomskiej, Wyd. I, Radom 2008, (ISBN 978-83-7351-375-4), Wyd. II, Radom 2009, (ISBN 978-83-7351-411-9)
- Szychta E., Szychta L. and Kiraga K., Analytical model of a rail applied to induction heating of railway turnouts, 10th International Conference Transport Systems Telematics, October 2010, Monograph Communications in Computer and Information Science, Springer – Verlag Berlin Heidelberg, s. 96-106, ISBN 978-3-642-16471-2